# 天壘城四
摩羯座λ，又名BD-12 6087，HD 207052、SAO 164639、HR 8319，是摩羯座的一颗恒星，视星等为5.58，位于銀經43.64，銀緯-43.91，其B1900.0坐标为赤經21h 41m 9.1s，赤緯-11° -43.91′ 38″。